# Destinația Univers
Destinația Univers (1952) (titlu original Destination: Universe!) este a doua culegere de povestiri science fiction a lui A. E. van Vogt, publicată în format hardcover de către Pellegrini & Cudahy și republicată în mod repetat în următorii 25 de ani în format paperback de către trei editori diferiți. Prima ediție britanică a apărut în 1953, fiind urmată de câteva reeditări în format paperback. O traducere franțuzească, Destination Univers, a apărut în 1973 și a fost reeditată de patru ori în următoarele două decenii. Prima traducere în limba română a fost realizată în 1994.

## Conținut
- Introducere, eseu
- Destinația Centaurus (Far Centaurus) - apărută în Astounding (1944)
- Monstrul (The Monster) - apărută în Astounding (1948)
- Trezire (Dormant) - apărută în Startling Stories (1948)
- Satul fermecat (Enchanted Village) - apărută în Other Worlds (1950)
- O cutie de vopsea (A Can of Paint) - apărută în Astounding (1944)
- Defensiva (Defense) - apărută în Avon Fantasy Reader (1947)
- Conducătorii (The Rulers) - apărută în Astounding (1944)
- Corespondență (Dear Pen Pal) - apărută în The Arkham Sampler (1949)
- Sunetul (The Sound) - apărută în Astounding (1950)
- Căutarea (The Search) - apărută în Astounding (1943)[2]

## Acțiunea povestirilor

### Destinația Centaurus
Omenirea trimite o navă într-o călătorie de cinci sute de ani spre constelația Alpha Centauri. Ajuns la destinație, echipajul constată că, între timp, omenirea a descoperit o modalitate de a parcurge acea distanță în doar trei ore și a colonizat deja acel sistem stelar.

### Monstrul
O rasă extraterestră vrea să colonizeze Pământul dar, înainte de asta, vrea să afle ce a dus la extincția omenirii. Oamenii readuși la viață din diferite epoci istorice se dovedesc mai abili decât extratereștrii, reușind să împiedice colonizarea planetei și să repopuleze planeta.

### Trezire
O entitate extraterestră sosită pe Pământ cu un milion de ani în urmă, revine la viață în timpul celui de-Al Doilea Război Mondial și încearcă să intre în legătură cu formele de viață umane. Însă, pentru ea, acestea sunt reprezentate de vehiculele care folosesc diferite tipuri de energie (vapoare, buldozere, etc.), deoarece și ea, la rândul ei, nu e decât un robot.

### Satul fermecat
Prima expediție pe Marte se soldează cu un accident. Singurul supraviețuitor descoperă un sat care se adaptează nevoilor celor care îl vizitează. Inițial, satul se străduiește să producă substanțele de care are nevoie omul pentru a trăi, apoi îl modifică chiar pe el.

### O cutie de vopsea
Primul om sosit pe Venus decoperă o cutie cu o vopsea perfectă, dar aceasta începe să îi acopere corpul, fiind imposibil de îndepărtat. Se dovedește că acesta este un test la care venusienii îi supun pe oameni înainte de a decide dacă să stabilească un contact cu ei sau nu.

### Defensiva
O planetă-entitate consideră sosirea unei nave pământene drept un semn de agresiune și, drept răspuns, distruge locul din care aceasta a sosit.

### Conducătorii
Un grup de treisprezece oameni încearcă să controleze lumea folosind "drogul h", care le permite să controleze a doua personalitate a omului prin hipnoză. Dar prima și a doua personalitate sunt, la rândul lor, sub controlul celei de-a treia, iar manipularea acesteia anulează efectele drogului h.

### Corespondență
Un criminal extraterestru încearcă să evadeze substituindu-se personalității unui om cu care corespondează și să cucerească astfel Pământul. Însă el nu știe că pământeanul cu care corespondează este paralitic din naștere și cardiac.

### Sunetul
Când ajung la o anumită vârstă, copiii e pe o imensă navă spațială sunt îndemnați să pornească în căutarea Sunetului. Pentru asta, ei trebuie să pătrundă în zone înțesate de yevzi, care pot să ia aspect uman și care caută metode de a trece de barierele de protecție ale oamenilor.

### Căutarea
Un om care suferă de amnezie vrea să descopere ce s-a întâmplat cu viața lui anterioară. El dă peste doi oameni care vând obiecte ciudate (pahare care se reumpleau automat după ce se goleau, stilouri care pot scrie cu orice culoare dorită, etc.) și află că, de fapt, este un călător prin timp care are misiunea de a împiedica acțiunile lor.

## Primire
P. Schuyler Miller a recenzat favorabil culegerea de povestiri, considerând "Destinația Centaurus" "de neuitat și neuitată."

## Ecranizări

### Filme
- A Can of Paint (2004); regia Robi Michael[4]; cu Aaron Robson[5] și Jean Franzblau.
- Alien (nemenționat) (1979)[6]

### Seriale TV
- 2 episoade din La Limita Imposibilului; episodul 23 (1971) bazat pe La Sorcière; episodul 151 (2002) bazat pe The Human Operators